# 小汀利得

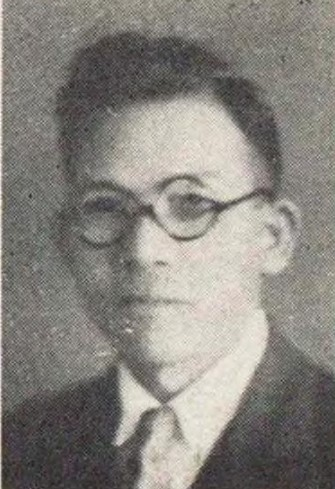
小汀利得

小汀 利得（おばま としえ、1889年（明治22年）12月3日 - 1972年（昭和47年）5月28日）は、日本のジャーナリスト、時事評論家。
第二次世界大戦前は中外商業新報（後の日本経済新聞）の記者で、経済部長、編集局長、社長を歴任、戦後はTBSテレビの座談会番組「時事放談」のレギュラー出演者として有名だった。なお名前はしばしば音読みで「りとく」と呼ばれた。

## 来歴
島根県（旧）神門郡に8人兄弟の三男として生まれる。父は同郡川跡村役場に勤めるも、呑む打つ買うの道楽が過ぎて退職、一方母は素封家の娘で近在でも評判の働き者であったという。
早くから新聞記者を目指していた小汀は、酒屋などで小僧奉公の後、1906年に上京、当時は人気がなかった青山方面で真っ暗闇のなか新聞配達で学資を稼ぎつつ、国民英学会に一時籍を置いたりしながら正則英語学校、研数学館など複数校に通ったが、これらの学校では当時中学校卒業資格を得られなかったため、やがて早稲田大学の独特の資格試験に臨み、同大学予科入学。1915年、同大学部政治経済学科（現・政治経済学部）を卒業した。
卒業後の小汀は衆議院議長島田三郎（立憲同志会）の議長秘書官を務め、島田が議長を辞した後は彼の選挙区・横浜の貿易会社に就職、勤務先が第一次世界大戦後の反動不況で倒産した後の1921年、ようやく念願の新聞社に入社する。貿易実務を経たためか小汀の興味・関心は経済・金融分野にあり、彼は中外商業新報社（日本経済新聞の前身）に経済部記者として入社したのだった。32歳、ジャーナリストとしては遅咲きのスタートだった。
1927年には同紙の経済部長に就任、1930年の濱口雄幸内閣・井上準之助蔵相による金輸出解禁（金本位制への復帰）においては、経済理論上、戦前の為替水準（旧平価）での金解禁は不況を招くであろうこと、望まれる政策は金解禁の中止、あるいは為替の大幅切下げとのセットでの実施（新平価解禁）であることを説く論陣を張った。同様の主張を行った石橋湛山（東洋経済新報）、高橋亀吉（経済評論家）、山崎靖純（時事新報、後に読売新聞）と共に、小汀は「新平価解禁四人組」として勇名を馳せた。
小汀は1934年からは中外商業新報の編集局長、1945年1月には同社副社長、敗戦直前の同年7月には改称し日本産業経済新聞社と称していた同社社長に就任した。また1943年からは大日本言論報国会参与でもあった。戦時下これらの要職にあったことを問題視され、1947年には公職追放となっている（50年に解除）。なお、1946年（昭和21年）3月22日、貴族院勅選議員に任じられ、同成会に所属し1947年（昭和22年）5月2日の貴族院廃止まで在任した。
1950年の公職追放解除後は国家公安委員会委員をはじめ各省庁の委員会・審議会委員を歴任した。1956年には産業計画会議委員（議長・松永安左ヱ門）就任。また1957年からはTBSテレビ「時事放談」のレギュラー出演者として、同じくレギュラーの細川隆元とともにその毒舌が評判となった。テレビで細川が頻繁に「リトクさん」と呼びかけたことから晩年にはこの俗称が定着してしまった。
この番組、あるいは講演や執筆活動では、しばしば政府・官僚機構を「木っ端役人ども」「無能な官僚」などと呼び、また日本武道館をビートルズのコンサート会場として使用させることに対して口を極めて非難するなど、うるさ型としての面目躍如の感があった。特に、戦前より古書籍の蒐集家としても有名であった小汀は国語（日本語）問題に一家言あるを自ら任じており、国語審議会のいわゆる「国語改革」に反対して私費で「国語問題協議会」を結成するなど活発な活動が目立った。戦後、大島雅太郎から『源氏物語』の重要写本である大島本53帖を購入。角田文衛に乞われて平安博物館に譲渡するまでこれを保有していた。
同時期、フジテレビジョンで日曜早朝に生放送されていた、評論対談番組『世相を斬る』の初代司会者となった。
1965年勲一等瑞宝章受章。
1967年4月に行われた東京都知事選挙では、民社党・自民党推薦の松下正寿を応援した。
1971年4月に行われた東京都知事選挙では、元警視総監の秦野章の推薦人に名を連ねた。
同年5月、講演先で転んだのがもとで体調を崩し、同年6月に14年にも及んだ「時事放談」から降板（後任は藤原弘達）、翌1972年に急性肺炎のため死去した。叙・従三位。
逸話として、「老人と子供のポルカ」で歌手デビューする計画があった。しかし、企画を打診された小汀はこれを拒否、実現には至らなかった。なお、この曲は後に左卜全が劇団ひまわりの子役女児の選抜メンバーとで作ったユニット「左卜全とひまわりキティーズ」が歌うこととなり、レコードは20万枚以上を売り上げる大ヒットとなった。

## 参考書籍
- 自伝『小汀利得――ぼくは憎まれっ子』新版「人間の記録」・日本図書センター 2001。ISBN 4-8205-5968-0

## 著書
- 街頭経済学 千倉書房 1931
- 内外経済の諸問題 実際経済問題講座 第3巻 1931
- インフレ経済時代 国際経済新報社高瀬書房 1932
- 漫談経済学 千倉書房 1932
- 新聞界種々相 第1 金解禁から再禁止迄 新聞全集 第12巻 新聞之新聞社、1932
- 金より物へ 千倉書房 1933
- 株式と相場の知識 非凡閣 1934 「万有知識文庫」
- 株式投資入門 井尻固共著 株式投資講座 第1篇 学芸社 1935
- 安田コンツェルン読本  春秋社 1937 「日本コンツェルン全書」
- 株式と相場の知識 天泉社 1940
- 現代日本財界人物論　ダイヤモンド社 1956
- ヨーロッパ弥次喜多旅行 実業之世界社 1965
- 毒舌闘争50年 日新報道出版 1970
- ぼくは憎まれっ子 日本経済新聞社 1971／日本図書センター 2001.2
- 私の履歴書 第46集 日本経済新聞社 1972  
  - 私の履歴書 文化人 18 日本経済新聞社 1984.6
  - 反骨の言論人 私の履歴書　言論人 日経ビジネス人文庫 日本経済新聞出版社 2007.10

- 『明治文化資料叢書　1巻　産業編』風間書房 1959
- 『明治文化資料叢書　2巻　経済編』風間書房 1961 - 編纂

## 対談
- 『天に代わりて』（対：三島由紀夫）

1968年（昭和43年）、雑誌「言論人」7月16日号に『放談・天に代わりて…』のタイトルで掲載されたもの。
対談実施日は7月3日。三島由紀夫対談集『尚武のこころ』に所収。